# Liste der Bodendenkmale in Grünheide (Mark)
Die Liste der Bodendenkmale in Grünheide (Mark) enthält alle Bodendenkmale der brandenburgischen Gemeinde Grünheide (Mark) und ihrer Ortsteile auf der Grundlage der Landesdenkmalliste vom 31. Dezember 2020.
Die Baudenkmale sind in der Liste der Baudenkmale in Grünheide (Mark) aufgeführt.
| Gemarkung                       | Flur | Kurzansprache | Bodendenkmalnummer | Bemerkung | Bild |
| ------------------------------- | ---- | --- | ------------------ | --------- | ---- |
| Grünheide (Lage)                | 3, 4 | Siedlung Bronzezeit | 90405              |           |      |
| Grünheide (Lage)                | 10   | Gräberfeld Bronzezeit | 90406              |           |      |
| Grünheide (Lage)                | 1, 2 | Schloss Neuzeit, Siedlung Ur- und Frühgeschichte                                                                                            | 90407              |           |      |
| Grünheide (Lage)                | 1    | Siedlung Neolithikum, Siedlung Bronzezeit, Siedlung slawisches Mittelalter                                                                  | 90408              |           |      |
| Grünheide (Lage)                | 1, 2 | Pechhütte Neuzeit | 90409              |           |      |
| Hangelsberg (Lage)              | 2    | Siedlung Urgeschichte | 90413              |           |      |
| Hangelsberg (Lage)              | 1    | Siedlung Eisenzeit | 90415              |           |      |
| Hangelsberg (Lage)              | 1    | Siedlung Steinzeit | 90416              |           |      |
| Hangelsberg (Lage)              | 9    | Siedlung Eisenzeit, Siedlung Bronzezeit, Siedlung Neolithikum                                                                               | 91054              |           |      |
| Hangelsberg (Lage)              | 8    | Siedlung slawisches Mittelalter, Siedlung Neolithikum                                                                                       | 91067              |           |      |
| Hangelsberg (Lage)              | 1    | Rast- und Werkplatz Mesolithikum, Siedlung Neolithikum                                                                                      | 91068              |           |      |
| Hangelsberg, Kienbaum (Lage)    | 2, 5 | Siedlung Steinzeit, Siedlung Urgeschichte                                                                                                   | 90411              |           |      |
| Hangelsberg, Mönchwinkel (Lage) | 1, 2 | Siedlung Urgeschichte, Siedlung Neolithikum                                                                                                 | 90951              |           |      |
| Hangelsberg, Trebus (Lage)      | 6, 2 | Rast- und Werkplatz Mesolithikum, Einzelfund Urgeschichte                                                                                   | 91065              |           |      |
| Kagel (Lage)                    | 3    | Siedlung Neolithikum, Siedlung Urgeschichte                                                                                                 | 90410              |           |      |
| Kagel (Lage)                    | 3    | Rast- und Werkplatz Mesolithikum, Siedlung römische Kaiserzeit                                                                              | 60726              |           |      |
| Mönchwinkel (Lage)              | 1    | Siedlung Steinzeit, Siedlung Urgeschichte, Siedlung römische Kaiserzeit                                                                     | 90942              |           |      |
| Mönchwinkel (Lage)              | 1    | Siedlung Ur- und Frühgeschichte, Siedlung Steinzeit                                                                                         | 90949              |           |      |
| Mönchwinkel (Lage)              | 2    | Siedlung Steinzeit | 90950              |           |      |
| Mönchwinkel (Lage)              | 1    | Siedlung Neolithikum, Siedlung Urgeschichte                                                                                                 | 90953              |           |      |
| Mönchwinkel (Lage)              | 1    | Siedlung Steinzeit | 90954              |           |      |
| Mönchwinkel (Lage)              | 1    | Siedlung Urgeschichte, Siedlung Steinzeit                                                                                                   | 90955              |           |      |
| Mönchwinkel (Lage)              | 1    | Siedlung Steinzeit | 90956              |           |      |
| Mönchwinkel (Lage)              | 1    | Siedlung Steinzeit | 90957              |           |      |
| Mönchwinkel, Spreeau (Lage)     | 1, 3 | Siedlung Urgeschichte, Siedlung Steinzeit                                                                                                   | 90943              |           |      |
| Mönchwinkel, Spreeau (Lage)     | 2, 5 | Siedlung Urgeschichte | 90952              |           |      |
| Spreeau (Lage)                  | 1    | Siedlung römische Kaiserzeit, Gräberfeld römische Kaiserzeit, Rast- und Werkplatz Mesolithikum, Siedlung Urgeschichte, Siedlung Neolithikum | 90939              |           |      |
| Spreeau (Lage)                  | 1    | Siedlung Steinzeit, Siedlung Bronzezeit | 90940              |           |      |
| Spreeau (Lage)                  | 1, 6 | Siedlung Neolithikum, Grab Neolithikum | 90941              |           |      |
| Spreeau (Lage)                  | 2    | Siedlung Neolithikum, Siedlung römische Kaiserzeit                                                                                          | 90944              |           |      |
| Spreeau (Lage)                  | 2    | Siedlung Urgeschichte, Siedlung römische Kaiserzeit                                                                                         | 90945              |           |      |
| Spreeau (Lage)                  | 1, 2 | Siedlung Neolithikum, Siedlung Bronzezeit                                                                                                   | 90946              |           |      |
| Spreeau (Lage)                  | 2    | Siedlung Urgeschichte | 90947              |           |      |
| Spreeau (Lage)                  | 1    | Siedlung Urgeschichte, Siedlung Steinzeit                                                                                                   | 90948              |           |      |
| Spreeau (Lage)                  | 1    | Siedlung Eisenzeit, Siedlung Steinzeit, Siedlung Bronzezeit                                                                                 | 90958              |           |      |
| Spreeau (Lage)                  | 1    | Siedlung slawisches Mittelalter, Siedlung Neolithikum, Siedlung deutsches Mittelalter, Siedlung Bronzezeit                                  | 90959              |           |      |